# 洛斯特里弗鎮區 (印地安納州馬丁縣)
洛斯特里弗鎮區（英語：Lost River Township）是位於美國印地安納州馬丁縣的一個行政鎮區。

## 地方資料
根據2010年美國人口普查的數據，洛斯特里弗鎮區的面積為110.70平方千米，當中陸地面積為109.50平方千米，而水域面積為1.20平方千米。當地共有人口572人，而人口密度為每平方千米5.17人。